# Bezpośrednia synteza cyfrowa

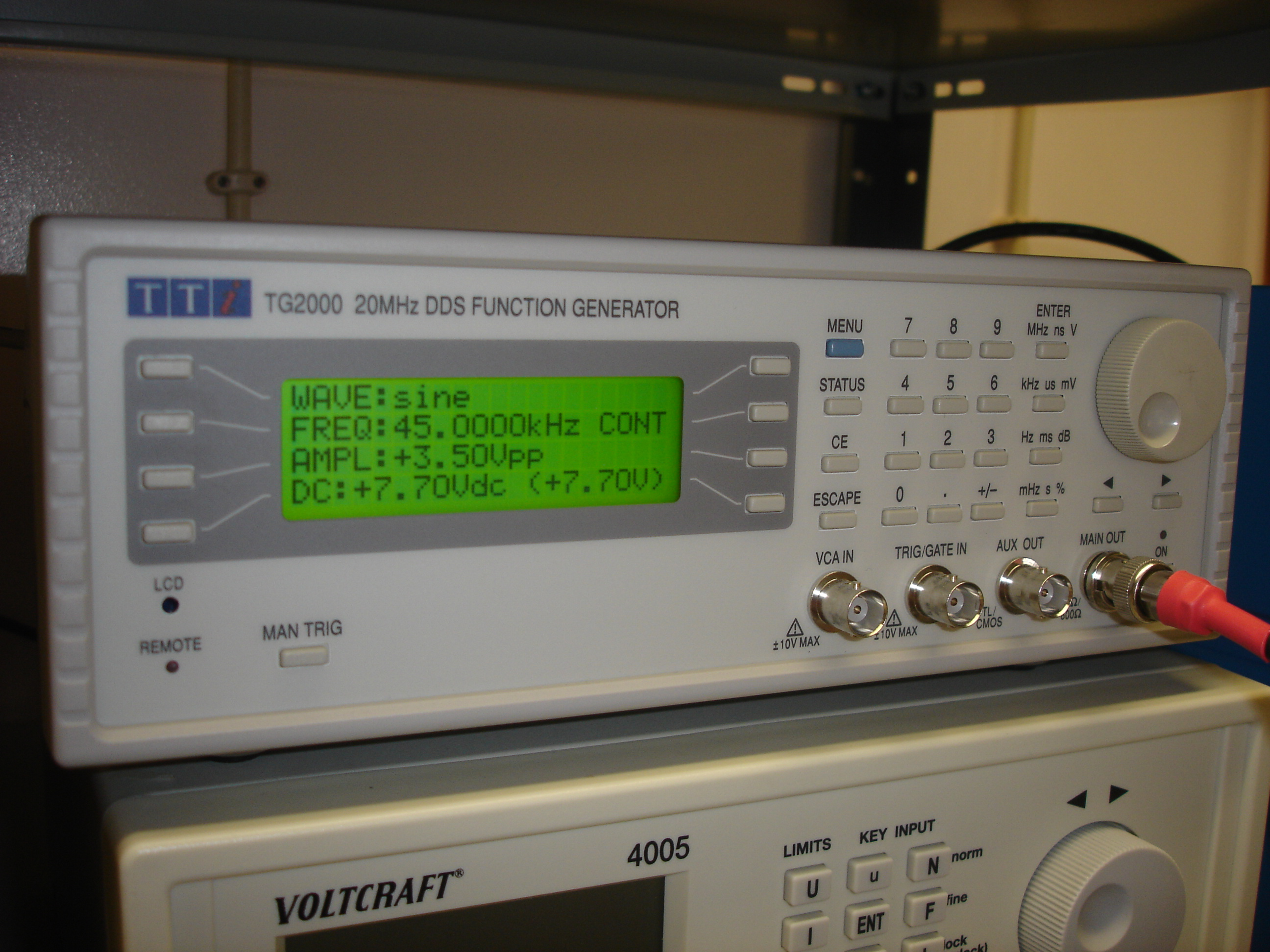
Generator funkcyjny DDS pracujący w zakresie częstotliwości 0,001 Hz ÷ 20 MHz

Bezpośrednia synteza cyfrowa, DDS (ang. Direct Digital Synthesis) –  metoda wytwarzania sygnałów, polegająca na generacji (w drodze syntezy) ciągu wartości, reprezentującego wynikowy sygnał w postaci cyfrowej podlegający konwersji w przetworniku cyfrowo-analogowym do postaci analogowej.
Synteza jest w tym przypadku procesem powstawania sygnału na drodze przekształcania (przez funkcje), łączenia składowych, w oparciu sygnały i wartości bazowe oraz i ich kombinacje.

## Metody regulacji częstotliwości sygnału wyjściowego
- zmienna częstotliwość generatora taktującego, poprzez przestrajanie generatora sygnału taktującego (trudne w realizacji)
- zmienna częstotliwość generatora taktującego, ze źródłem sygnału taktującego z zewnętrznego generatora DDS, z procesorem DSP
- zmienne skalowanie indeksu do adresowania pamięci próbek, zastosowanie akumulatora fazy, w wersji generatorem NMO (przestrajanym numerycznie)